# رقية بنت عمر
رقية بنت عمر بن الخطاب العدوية القرشية هي بنت عمر بن الخطاب  وثاني الخلفاء الراشدين، وأمها أم كلثوم بنت علي، وجدتها من جهة أُمها هي فاطمة الزهراء بنت النبي محمد صلى الله عليه وسلم، فهي بذلك حفيدة علي بن أبي طالب .

## النسب
نسبها من أبيها:
هي رقية بنت  عمر بن الخطاب بن نفيل بن عبد العزى بن رباح بن عبد الله بن قرط بن رزاح بن عدي بن كعب بن لؤي بن غالب بن فهر بن مالك بن النضر (قريش) بن كنانة بن خزيمة بن مدركة بن الياس بن مضر بن نزار بن معد بن عدنان. ، العدوي القرشي.
نسبها من أمها:
هي رقية بنت أم كلثوم بنت علي بن أبي طالب، وجدتها فاطمة الزهراء بنت محمد، وهي حفيدة رسول الله، وهي ابنة شقيقة الإمامين الحسن والحسين، وهي ابنة عمة الإمام علي زين العابدين.

## وصلات خارجية
- https://binbaz.org.sa/articles/221/%D8%A7%D9%84%D8%B1%D8%AF-%D8%B9%D9%84%D9%89-%D8%A7%D8%B3%D8%A7%D8%A1%D8%A9-%D9%83%D8%A7%D8%AA%D8%A8%C2%A0%D9%81%D9%8A-%D8%AD%D9%82-%D8%A7%D9%85%D9%8A%D8%B1-%D8%A7%D9%84%D9%85%D9%88%D9%85%D9%86%D9%8A%D9%86-%D8%B9%D9%85%D8%B1-%D8%B1%D8%B6%D9%8A-%D8%A7%D9%84%D9%84%D9%87-%D8%B9%D9%86%D9%87